# The Perfect Crime (1937)
The Perfect Crime is een Britse thriller uit 1937 onder regie van Ralph Ince.

## Verhaal
Een bankbediende berooft de bank en zet vervolgens zorvuldig zijn eigen dood in scène door het te laten lijken alsof hij uit schuldgevoel overboord gesprongen is op een oceaanstomer. Een scheepssteward vindt echter zijn afscheidsbrief en steelt het geld. Wanneer de steward daarna vermoord wordt, valt de verdenking op de bankbediende. Samen met een detective en een mooie vrouw slaagt hij erin zijn onschuld te bewijzen. De echte moordenaar wordt gevonden en zowel hij als de bankbediende belanden in de gevangenis, waar hij zijn straf uitzit in de wetenschap dat de mooie vrouw buiten om hem wacht.

## Rolverdeling
| Acteur            | Personage     |
| ----------------- | ------------- |
| Hugh Williams     | Charles Brown |
| Glen Alyn         | Sylvia Burton |
| Ralph Ince        | Jim Lanahan   |
| Iris Hoey         | Pennypacker   |
| Philip Ray        | Newbold       |
| James Stephenson  | Parker        |
| Wilfrid Caithness | Rawhouse      |
| John Carol        | Snodgrass     |